# Denis Guedj

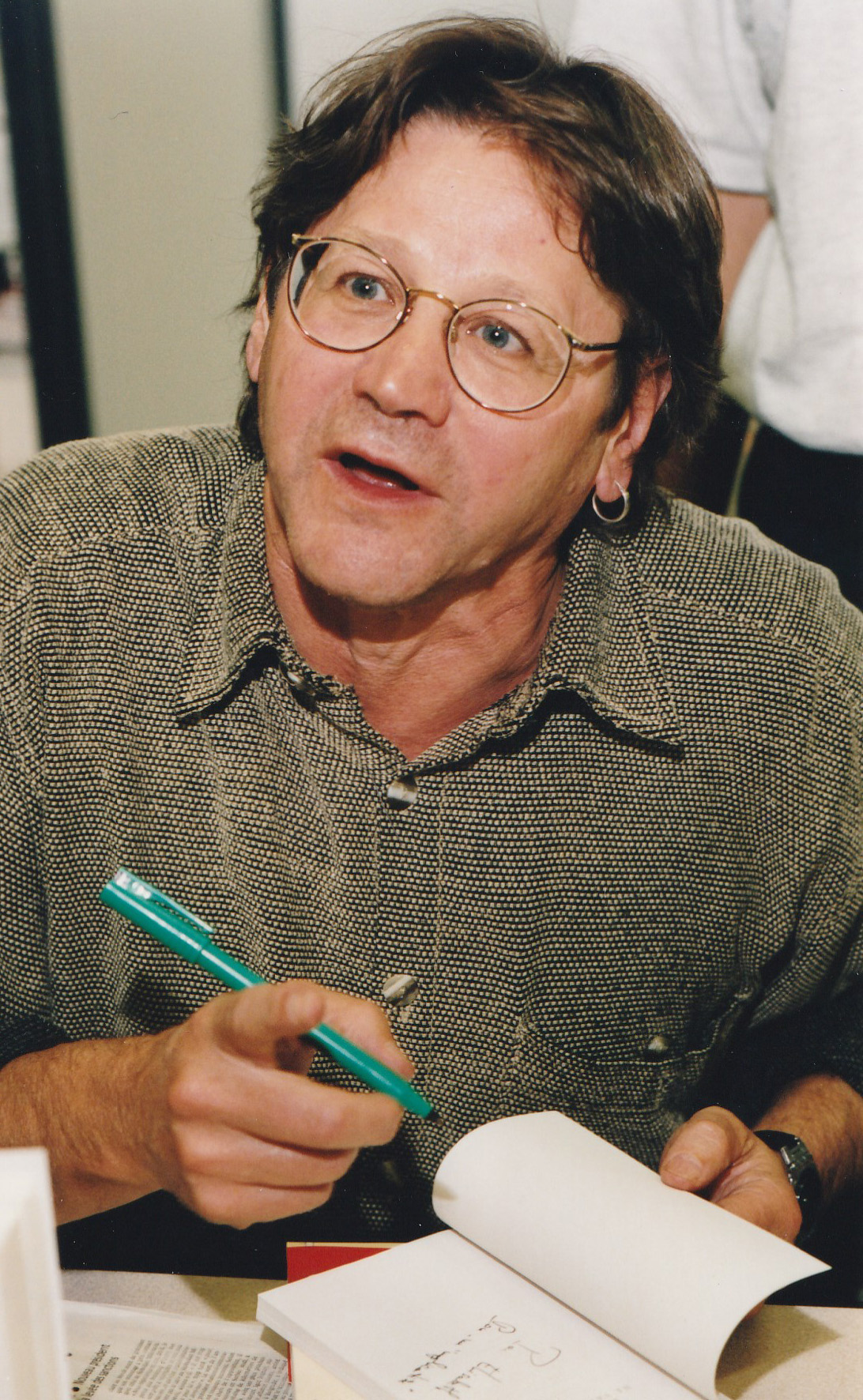
Denis Guedj

Denis Guedj (* 1940 in Sétif, Algerien; † 24. April 2010 in Paris) war ein französischer Mathematiker und Schriftsteller.
Guedj kam nach der Unabhängigkeit Algeriens nach Paris und lehrte seit ihrer Gründung 1969 an der Universität von Paris VIII Wissenschaftsgeschichte und Epistemologie. Er arbeitete an der Tageszeitung Libération von 1994 bis 1997 mit und war ferner Mitarbeiter der Wissenschaftszeitschrift Eureka.

## Werke (Auswahl)
- 1998 Le Théorème du Perroquet; deutsch: Das Theorem des Papageis, Bastei Lübbe, Köln 2001, ISBN 3-404-14596-8
- 1999 Génis ou le Bambou parapluie; deutsch: Der Schirmbambus, Bastei Lübbe, Köln 2003, ISBN 3-404-92141-0
- 2000 Le Mètre du Monde; deutsch: Die Geburt des Meters, Ullstein tb, Berlin, ISBN 3-548-35815-2
- 2005 Zéro ou les cinq vies d'Aémer